# True Grit (Bret Michaels)
True Grit è una raccolta del cantante statunitense Bret Michaels, pubblicata il 5 maggio 2015.

## Tracce
1. Get Undone (inedito) – 2:42
2. Girls on Bars (inedito) – 3:25
3. A Beautiful Soul (inedito) – 3:54
4. App Song (feat. Brian Nutter, Jimmy Buffett & Bobby Capps) (dall'album Jammin' with Friends) – 3:19
5. Riding Against the Wind (dall'album Custom Built) – 3:42
6. Nothing to Lose (feat. Miley Cyrus) (dall'album Custom Built) – 3:55
7. Open Road (dall'album Freedom of Sound) – 3:56
8. Rock 'n My Country (dall'album Freedom of Sound) – 2:49
9. All I Ever Needed (feat. Jessica Andrews) (dall'album Freedom of Sound) – 3:31
10. New Breed of American Cowboy (dall'album Freedom of Sound) – 3:24
11. Fallen (feat. Jimmy McGorman) (dall'album Jammin' with Friends) – 3:28
12. Lookin' for a Good Time (dall'album Freedom of Sound) – 3:16
13. Raine (feat. Edwin McCain) (dall'album Songs of Life) – 3:53
14. Sweet Home Alabama (feat. Rickey Medlocke, Gary Rossington, Bobby Capps & Peter Keys) (dall'album Jammin' with Friends) – 4:08
15. What I Got (feat. Jaret Reddick) (dall'album Custom Built) – 3:25
16. Stay with Me (dall'album Songs of Life) – 4:12
17. Nothin' but a Good Time (feat. Ace Frehley & Michael Anthony) (dall'album Jammin' with Friends) – 4:06
18. Every Rose Has Its Thorn (feat. Loretta Lynn, Bobby Capps, Joe Perry & Hugh McDonald) (dall'album Jammin' with Friends) – 3:44
19. Unskinny Bop (feat. The Sheilds Brothers, Bobby Capps, Frank Hannon & Robert Mason) (dall'album Jammin' with Friends) – 3:58
20. Something to Believe In (solo version) (dall'album Freedom of Sound) – 4:52
21. Talk Dirty to Me (feat. Mark McGrath & Scot Coogan) (dall'album Jammin' with Friends) – 3:50